# Вайнштейн, Даниэль
Даниэль «Дэн» Вайнштейн (англ. Daniel J."Dan" Weinstein; род. 4 февраля 1981 года в Бруклайне, штат Массачусетс, США) — американский конькобежец еврейского происхождения, выступающий в шорт-треке; участвовал в Олимпийских играх 1998 и 2002 годов. Чемпион мира 2001 года в эстафете.

## Биография
Дэн родился в Бруклайне и как только встал на коньки в возрасте 8-ми лет, сразу записался в молодёжную хоккейную програму. Ему нравилось быстро бегать на коньках, это увидела его мама, прочитав в статье о клубе конькобежного спорта и предложила ему вступить туда в пригороде Бостона, Олстоне. Он начал заниматься скоростным катанием на коньках. Прогресс был очевиден, он почти сразу стал выигрывать в гонках и соревноваться по всей стране. Он хвалил своих родителей отца Милта и мать Ронду Вайнштейн за их помощь и поддержку. В подростковом возрасте он собрал много медалей, в 12 лет участвовал на Олимпийских мероприятиях в США, а в 1997 и 2000 годах выиграл чемпионат США по шорт-треку. В том же году в январе выступал на юниорском чемпионате мира в США и выиграл серебро на 500 и в суперфинале на 1500 метров, а также стал третьим в общем зачёте.
В январе Дэн Вайнштейн вновь участвовал на юниорском чемпионате мира в Сент-Луисе и занял в общем зачёте 8-е место. В феврале 1998 года он вошёл в состав национальной сборной по шорт-треку и участвовал на Олимпийских играх в Нагано, где на дистанции 500 метров занял 17 место в свои 17 лет. Дэн стал самым молодым американским шорт-трекистом, выступавшим на Олимпиаде за сборную США. На следующий год впервые выступил на Кубке мира и на этапе в Саратоге-Спрингс США выиграл серебряную медаль на 500 м. На своём первом командном чемпионате мира в Сент-Луисе с командой занял 4-е место., а на мировом первенстве в Софии стал 7-м в эстафете.
По-настоящему успех пришёл в 2000 году на чемпионате мира в Шеффилде, где он выиграл серебряную медаль на 500 м и бронзовую на 1000 м, в финале на 3000 м стал третьим и 4-м в общем зачёте. В 2001 году Дэн Вайнштейн стал чемпионом мира, выиграв золотую медаль в эстафете на чемпионате мира в Чонджу. В общем зачёте занял 12-е место. На чемпионате мира в Минамимаки среди команд занял 5-е место. В 2002 году на Олимпийских играх в Солт-Лейк-Сити занял 4-е место в эстафете, выступив в марте апреле на двух чемпионатах мира и не попав на подиумы он решил завершить карьеру.

## После спорта
Дэн Вайнштейн ещё во время соревновании учился в Гарварде, и окончил его в 2004 году со степенью в области психологии. В 2006 году на Олимпийских играх в Турине работал комментатором на NBC. В 2009 году он получил степень MBA (магистра делового администрирования) в Школе бизнеса Така в Дартмуте и устроился на работу RSG в Уайт-Ривер-Джанкшн, базирующийся в Вермонте. Вместе с женой Амелией они открыли конькобежный клуб в Верхней долине, где работают в качестве тренеров и инструкторов Дартмутской программы конькобежного спорта.

## Личная жизнь
Дэн знал Амелию Ихло из Коннектикута ещё в возрасте 10 лет, когда вместе тренировались, между ними завязалась дружба. Позже она прекратила тренировки из-за дальнего расстояния. В Бостоне они встретились вновь и в 2007 году поженились. У них родились две девочки Грейс и Софи. Сейчас семья живёт и работает в Нью-Гэмпшире.